# Тапіо Вірккала
Тапіо Вірккала (фін. Tapio Wirkkala; 2 червня 1915, Ганко, Велике князівство Фінляндське — 19 травня 1985, Гельсінкі, Фінляндія) — фінський дизайнер та скульптор, ключова фігура у повоєнному скандинавському дизайні. Працював з різними матеріалами: від пластику та металу до скла, від кераміки до клеєної фанери. А також застосовував широкий діапазон стилів. Вигадував зовнішній вигляд як для масової продукції (посуду, виробів з каміння, ювелірних прикрас, меблів), так і унікальних арт-об'єктів, тим самим стимулюючи розмивання меж між побутовим та художнім у скандинавському дизайні. Вірккала чудово володів традиційними фінськими технологіями ремесла (різьба по дереву, гаряче та холодне кування) та творчо використовував це в роботі. Його спадок нараховує тисячі зразків дизайну.

## Відомі роботи
Розробив дизайн купюр фінської марки, які увійшли до обігу в 1955 році.
Також зробив дизайн пляшки для горілки «Finlandia» («Фінляндія») та серію скляного посуду «Ултіма Туле» (Ultima Thule) для компанії «Iittala». Характерною рисою цих робіт є тонка творча імітація ефектів танучого льоду. Цікаво, що розробка склодувної технології, яка здатна створити подібний ефект, вимагала кількох тисяч годин роботи.

## Освіта
Вірккала в 1936 році закінчив відділення декоративної різьби Центральної школи мистецтв та ремесел (сьогодні це Вища школа мистецтв, дизайну та архітектури Університету Аалто) в Гельсінкі.

## Професійний шлях
- 1947—1985: дизайнер, компанія «Iittala»
- 1950-ті: позаштатний дизайнер, компанія Soinne & Kni Oy (Гельсінкі)
- 1951—1954: артдиректор, Інститут промислового дизайну (Гельсінкі)
- 1951—1983: позаштатний дизайнер, N. Westerback / Kultakestus Oy (Гельсінкі, Гямеенлінна)
- 1955—1956: дизайнер, Raymond Loewy Associates (США)
- 1956—1985: позаштатний дизайнер, Rosenthal AG (Німеччина)
- 1957—1965: промисловий та художній дизайнер, A-studio (студія дизайну концерну Ahlstrom, Гельсінкі)
- 1960-ті: позаштатний дизайнер, Hackman-Sorsakoski
- 1966—1985: Design Tapio Wirkkala (Гельсінкі)
- 1965—1985: позаштатний дизайнер, Venini S.p.A. (Італія)
- 1975—1976: позаштатний дизайнер, Tane Orfebres (Мексика)
- 1970-ті: позаштатний дизайнер, Lapin Puukko Oy (Тервола)

## Нагороди
Вірккала неодноразово здобував перемогу на Міланській трієнале.
В 1955 році — отримав премію Pro Finlandia.
В 1972 році — Тапіо Вірккала було присвоєно звання академіка.
В Гельсінкі є парк, що носить назву дизайнера.

## Галерея
|            |                              |                           |                 |
| Ваза Avena | етикетка горілки «Finlandia» | Декоративні пляшки Venini | Ваза Kantarelli |